# Moldvai–török háború (1471–76)
Az 1471–1476-os moldvai-török háború a Moldvai Fejedelemség és az Oszmán Birodalom konfliktusa. Moldvát a török elleni harcokban segítette a magyar és a lengyel király, a törököket pedig hűbéresük, a havasalföldi vajda és a tatárok támogatták, valamint a Krími Tatár Kánság, amely 1475-ben szintén hűbérese lett a török szultánnak.
Moldva állandó harcokat folytatott a törökök ellen a 15. században. A portyázó török martalóc hadak (legfőképp akindzsik) megjelenése a területen egyre gyakoribbá vált, akik a század második felében már az orosz területeket is elérték. Az országnak igen tehetséges fejedelme volt III. István, aki 1467-ben Mátyás királyt is legyőzte a moldvabányai csatában. Harcban állt Lengyelországgal is, amely már régóta uralma alá akarta vonni a területet. Moldva már közvetlenül ki volt téve a veszélynek, amikor Havasalföld török vazallus lett, s így egy csapásra déli szomszédja az ellenségévé vált.
1471-ben III. István hadjáratot vezetett a törökök és havasalföldiek ellen. 1472-ben keletről a tatárok megtámadták Moldvát, ellenük István a lengyel király segítségét kérte. A fejedelem novemberben és decemberben is legyőzte a törököket. 1475 elején a szultán a ruméliai beglerbéget küldte István ellen, aki elismerte Mátyás fennhatóságát. István magyar és lengyel segítséggel Vászló közelében nagy győzelmet aratott a törökökön, amiért a pápa a kereszténység bajnokának nevezte. 1476-ban a războieni csatában II. Mehmed vereséget mért rá, de egy várat sem tudott elfoglalni, mert István a megelőző években alaposan megerősítette őket. A törökök így kivonultak Moldvából. A moldvai fejedelem Báthory Istvánnal betört Havasalföldre, ahol II. Vlad havasalföldi fejedelmet segítették harmadszor trónra jutni. Az új fejedelem a török ellen lépett harcba, de nem sokáig uralkodott, mert rövidesen elesett egy csatában. Báthory is magára hagyta Istvánt, így a háború hamarosan véget ért.
Istvánnak 1484-re megint elmérgesedett a viszonya Lengyelországgal és Magyarországgal, s most már felismerte, hogy országa nem tud három potenciális hatalommal szemben küzdeni, ezért 1486-ban megállapodott II. Mehmed utódával, II. Bajazid oszmán szultánnal, hogy Moldva adót fizet, ennek fejében megtarthatja önállóságát. Később Moldva is teljesen a szultán hűbéresévé vált, akárcsak szomszédja.

## Fordítás
- Ez a szócikk részben vagy egészben  a   Moldavian-Ottoman Wars című angol Wikipédia-szócikk fordításán alapul.  Az eredeti cikk szerkesztőit annak laptörténete sorolja fel. Ez a jelzés csupán a megfogalmazás eredetét és a szerzői jogokat jelzi, nem szolgál a cikkben szereplő információk forrásmegjelöléseként.